# Patriomanis
Patriomanis is een geslacht van uitgestorven schubdieren uit de Patriomanidae dat in het Laat-Eoceen in Noord-Amerika leefde. Patriomanis is daarmee het enige bekende Amerikaanse schubdier.

## Fossiele vondsten
Patriomanis is bekend van zes fossielen, waarvan vijf gedeeltelijke skeletten. In totaal is vrijwel het volledige skelet inclusief schedel van Patriomanis gevonden. Hiermee is het het compleetst bewaard gebleven fossiele schubdier. De vondsten dateren uit de North American Land Mammal Age Chadronian, ongeveer 34 miljoen jaar geleden, en zijn gedaan in Wyoming en Montana. Noord-Amerika was destijds begroeid met dicht subtropisch bos.

## Kenmerken
Op basis van het grootte van de schedel kwam het formaat van Patriomanis overeen met dat van het hedendaags Chinees schubdier. De bouw van de handen, poten en staart zijn vergelijkbaar met die van de hedendaagse schubdieren. De klauwen aan de handen waren wel minder lang. De lichaamsbouw wijst er op dat Patriomanis een mierenetend boombeklimmend dier met een grijpstaart was.